# Tatsuya Yoshida

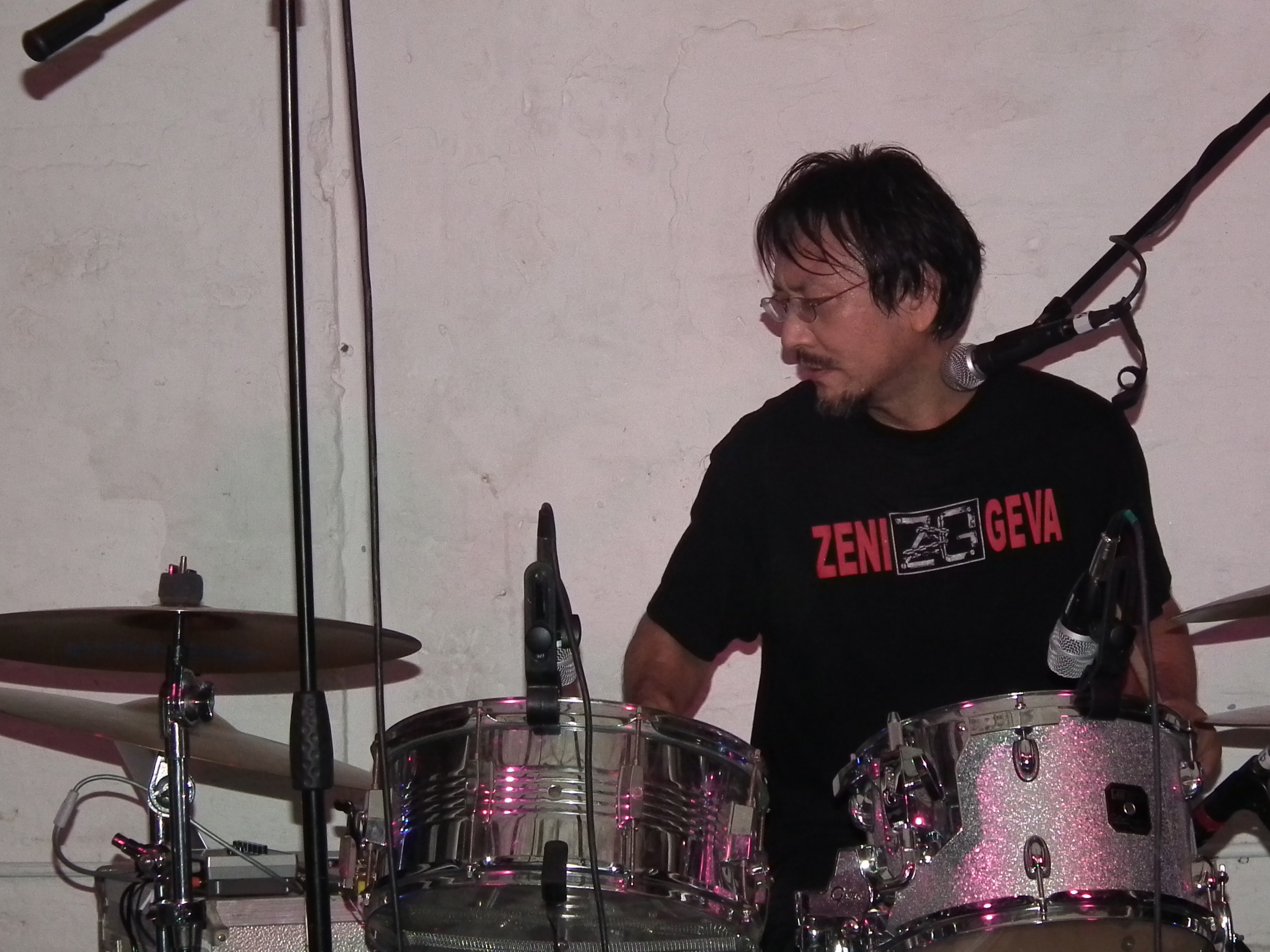
Tatsuya Yoshida (2011)

Tatsuya Yoshida (japanisch 吉田 達也 Yoshida Tatsuya; * 9. Januar 1961 in Kitakami, Iwate) ist ein japanischer Rock- und Fusionmusiker (Schlagzeug, auch Gitarre, Piano, Komposition), der nach Allmusic als einer der wichtigsten japanischen Schlagzeuger in den letzten Jahrzehnten des 20. Jahrhunderts gilt. Er leitete dort mindestens ein halbes Dutzend wichtiger Gruppen.

## Wirken
Yoshida, der Christian Vander als seinen Haupteinfluss erwähnt, ist das einzige beständige Mitglied des Progressive-Rock-Duos Ruins sowie von Koenjihyakkei. Er ist auch Mitglied der Progressive-Rock-Trios Korekyojinn und Daimonji. Außerhalb seiner eigenen Gruppen arbeitete er als Schlagzeuger in der Indie-Progressive-Gruppe YBO2, einer Band, zu der auch der Gitarrist KK Null gehört, mit dem er auch in der aktuellen Besetzung von Zeni Geva zusammenspielt. 2004/05 gehörte er zu John Zorns Band Painkiller, mit der er auch in Europa tourte. Weiterhin spielte er in einer späten Besetzung von Samla Mammas Manna Schlagzeug und arbeitete mit vielen Improvisationsmusikern.
Neben seiner Mitwirkung in Bands hat Yoshida seit 1988 auch mehrere Soloaufnahmen veröffentlicht. Er ist auch auf Aufnahmen mit Acid Mothers Gong, Acid Mothers Temple & The Melting Paraiso UFO, Acid Mothers Temple SWR, Akaten, Aleph Magic, Amanojaku, Breast Fed Yak, Daisanmyaku X, Eiichi Hayashi Unit, HUY, Knead, Koenjihyakkei, Lars Hollmers Global Home Project, Mainliner, Manitatsu, Masabumi Kikuchi The Slash Trio, Missing Heads und Musica Transonic zu hören.

## Diskographische Hinweise
- Drums, Voices, Keyboards & Guitar (Magaibutsu 1994)
- Haino Keiji & Yoshida Tatsuya: Until Water Grasps Flame (Noise Asia, 2002 = 水が炎を掴むまで)
- Yoshida Tatsuya / Satoko Fujii: Erans (Tzadik 2004)
- Otomo Yoshihide / Bill Laswell / Tatsuya Yoshida: Episome (Tzadik 2006)
- Haino Keiji & Yoshida Tatsuya: New Rap (Tzadik 2006)
- Live in the Head (Auris Media 2008)
- Haino Keiji & Yoshida Tatsuya: Uhrfasudhasdd (Tzadik 2008)
- Uchihashi Kazuhisa & Yoshida Tatsuya: Barisshee (Tzadik 2012)
- Painkiller: The Prophecy: Live in Europe (Tzadik 2013, mit John Zorn, Bill Laswell)
- Richard Pinhas · Tatsuya Yoshida · Masami Akita: Process and Reality (Cuneiform Records 2016)